# Thinolestris thaica
Thinolestris thaica är en tvåvingeart som beskrevs av Patrick Grootaert och Henk J.G. Meuffels 2001. Thinolestris thaica ingår i släktet Thinolestris och familjen styltflugor. Inga underarter finns listade i Catalogue of Life.